# جولیان روزولت
جولیان روزولت (انگلیسی: Julian Roosevelt; ۲۷ مارس ۱۹۲۴ – ۱۴ نوامبر ۱۹۸۶) بانکدار، سیاستمدار و قایقران قایق بادبانی اهل ایالات متحده آمریکا بود.